# Ouham-Fafa

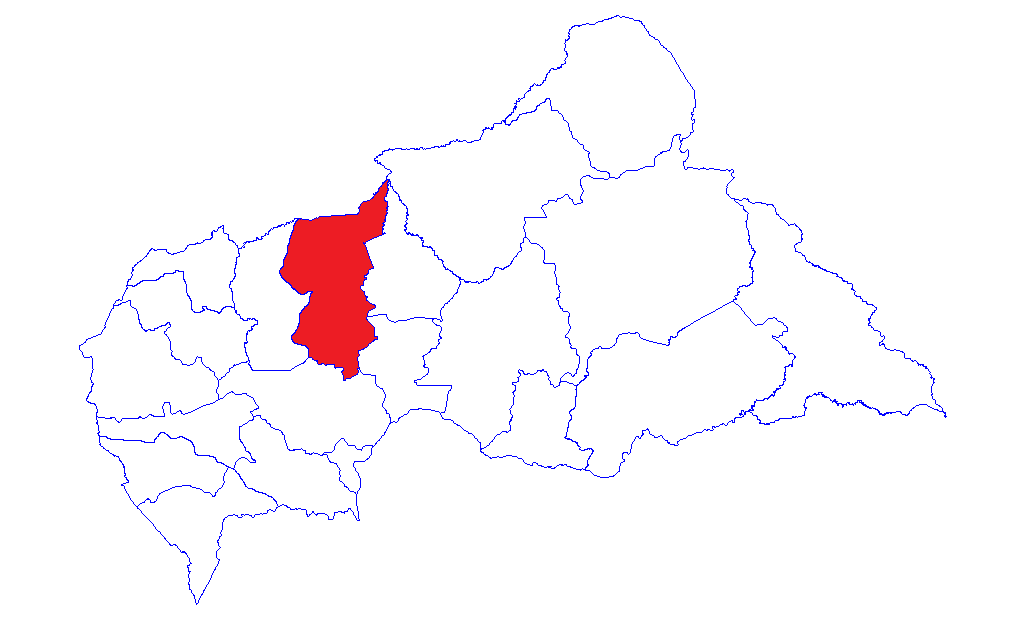
Localização de Ouham-Fafa

Ouham-Fafa é uma das 20 prefeituras da República Centro-Africana, tendo Batangafo como capital. Possui uma área de 32 530 km² e tem uma população de 239 157 habitantes segundo estimativas oficiais em 2024. Anteriormente parte de Ouham, Ouham-Fafa foi criada em dezembro de 2020.